# Benjamín de Arriba y Castro
Benjamín de Arriba y Castro (La Ferrería, Santa María de Penamayor, Becerreá, Lugo, 8 de abril de 1886-Barcelona, 8 de marzo de 1973) fue un cardenal católico español, obispo de Mondoñedo (1935-1944), obispo de Oviedo (1944-1949), y arzobispo de Tarragona (1949-1970).

## Biografía

### Primeros años
Nació en A Ferrería, en la feligresía de Santa María de Peñamaior, municipio de Becerreá (Lugo), hijo de Antonio de Arriba y Pilar de Castro. Con nueve años se traslada a vivir junto con su familia a Madrid.

### Formación
Inició sus estudios de Letras clásicas, Humanidades, Filosofía y Teología en el Seminario Conciliar de Madrid, continuándolos en Roma desde 1908 hasta 1913. En esos años romanos, en los que residió como colegial en el Pontificio Colegio Español, estudió en diversos centros académicos. Llegó a obtener el doctorado en Filosofía en la Pontificia Academia de Santo Tomás y el doctorado en Sagrada Teología en la Pontifica Universidad Gregoriana. Además, estudió un curso de Sagrada Escritura en el Pontificio Instituto Bíblico. El 14 de julio de 1912 fue ordenado sacerdote en Roma por el cardenal Rafael Merry del Val, secretario de Estado de la Santa Sede. Ya de regreso en España obtuvo la licenciatura en Derecho canónico en la Universidad Pontificia de Toledo.  

### Vida sacerdotal y docente
En 1913 regresó a Madrid. Ese mismo año fue nombrado profesor en el Seminario Conciliar de Madrid, cargo que ejercerá hasta 1921. Impartió las asignaturas de Metodología y crítica histórica, Griego, Hebreo y Teología Fundamental. En estos años, además de desarrollar su actividad docente, aprovechó para ampliar estudios en la Universidad Pontificia de Toledo, donde obtuvo la licenciatura en Derecho canónico.
En 1921 obtuvo por oposición una canonjía en la catedral de Madrid y le fue encomendada la secretaría de Cámara y Gobierno del obispado madrileño, función que desarrollará hasta 1930. Ese año fue nombrado provisor y teniente vicario general de la archidiócesis de Madrid. 

### Episcopado
El 1 de mayo de 1935 es preconizado para obispo de Mondoñedo siendo proclamado obispo por el papa Pío XI el 16 de junio de 1935. 
Con el inicio de la guerra civil española se adhirió inmediatamente al bando sublevado, firmando la Carta colectiva de los obispos españoles con motivo de la guerra en España, que había sido redactada por el arzobispo de Toledo Isidro Gomá.   
El 8 de agosto de 1944 fue preconizado para obispo de Oviedo, tomando posesión el 29 de octubre de 1944.
El 22 de enero de 1949 es preconizado para arzobispo de Tarragona, tomando posesión de la sede el 1 de julio de ese año.

### Cardenalato
Es nombrado cardenal el 12 de enero de 1953. El 29 de octubre de ese año le fue impuesto el capelo cardenalicio por Pío XII en el palacio de Castelgandolfo. 
En 1970 dimite del cargo de arzobispo de Tarragona, convirtiéndose en obispo emérito de dicha archidiócesis. 
Fallece en Barcelona el 8 de marzo de 1973. Está enterrado en la iglesia parroquial de San Pablo, que él mandó construir Tarragona.

## Distinciones
A lo largo de su vida le fueron concedidas diferentes condecoraciones:
- Cruz de Mérito Naval, con distintivo blanco.
- Gran Cruz de Isabel La Católica.
- Gran Cruz de la Orden de Alfonso X el Sabio.
- Gran Cruz de la Orden Civil de San Raimundo de Peñafort.
- Gran Cruz de la Real y Muy Distinguida Orden de Carlos III.
- Gran Cruz del Mérito Militar, con distintivo blanco.
- Medalla de Oro de la Juventud y Medalla de Oro de Tarragona
- Medalla de Duarte de la República Dominicana.

Fue nombrado Hijo predilecto de la provincia de Lugo e Hijo adoptivo de Alforja, Montblanch, Riudoms, Ferrol y Cardedeu.

## Obras

### Libros:
- Jesucristo, supremo educador. Crítica de algunos principios y procedimientos de la educación contemporánea (Madrid, 1918).
- Pequeño catecismo de Acción Católica (Gijón, 1946).

### Cartas pastorales:
- El deber de los católicos en la hora presente (Tarragona, 1950).

## Sucesión
| Predecesor: Juan Solís y Fernández   | Obispo de Mondoñedo 1935-1944    | Sucesor: Fernando Quiroga Palacios      |
| Predecesor: Manuel Arce y Ochotorena | Obispo de Oviedo 1944-1949       | Sucesor: Francisco Lauzurica y Torralba |
| Predecesor: Manuel Arce y Ochotorena | Arzobispo de Tarragona 1949-1970 | Sucesor: José Pont y Gol                |

- Datos: Q817784
- Multimedia: Benjamín de Arriba y Castro / Q817784